# Saint-Jean-de-Maurienne-aftalen
St.-Jean-de-Maurienne-aftalen var en aftale mellem Frankrig, Italien og Storbritannien, som blev underskrevet i Saint-Jean-de-Maurienne den 26. april 1917 og ratificeret mellem 18. august og 26. september 1917. Udkastet til aftalen blev skrevet af den italienske udenrigsminister som en foreløbig aftale, der skulle afklare landets interesser i Mellemøsten. Den blev i hovedsagen forhandlet og underskrevet af den italienske udenrigsminister Baron Sidney Sonnino sammen med den italienske, franske og britiske premierminister. Rusland deltog ikke i forhandlingerne, da zarens regime var brudt sammen (se Februarrevolutionen (Rusland)). De allierede havde brug for aftalen for at sikre de italienske styrkers stilling i Mellemøsten. Målet var at afbalancere faldet i militær styrke  i Mellemøsten da de russiske styrker trak sig ud af Kaukasus felttoget, selv om de blev erstattet af styrker fra den demokratiske republik Armenien.

## Baggrund
Repræsentanterne for Storbritannien, Frankrig, Rusland og Italien mødtes i London (London-pagten) for at underskrive en aftale som muliggjorde Italiens indtræden i 1. Verdenskrig. Imidlertid var Italiens rolle i Mellemøsten udeladt af London-pagten. London-pagten fastslog blot, at hvis det Osmanniske Rige blev delt, skulle Italien have en rimelig andel af Adana regionen. Grænserne for denne besættelse skulle afgøres på et senere tidspunkt.

## Anvendelse
Ifølge aftalen skulle Frankrig have Adana regionen, mens Italien skulle have resten af det sydvestlige Anatolien, herunder İzmir (Smyrna). I 1919 fik den græske premierminister Eleuthérios Venizélos ved Paris fredskonferencen tilladelse til at Grækenland kunne besætte İzmir, hvilket fik forrang for indholdet af aftalen, trods italiensk modstand.